# قابلية الإصابة بالإدمان
قابلية الاصابة بالإدمان هو خطر إصابة الفرد بالإدمان خلال حياته، وهناك مجموعة من عوامل الخطر الوراثية والبيئية للإصابة بالإدمان والتي تختلف من شخص لآخر  كما تمثل عوامل الخطر الوراثية والبيئية تقريباً نصف خطر إصابة الفرد بالإدمان حيث تعتبر من ضمن عوامل الخطر لإجمالي المخاطر غير معروفة  ، وحتى الأفراد الذين يكون لديهم خطر الإصابة بسبب الوراثة منخفضة نسبياً، فإن التعرض لجرعات عالية بما فيه الكفاية من عقار مسبب للإدمان لفترة طويلة من الزمن (على سبيل المثال، أسابيع – أشهر) يمكن أن يؤدي إلى الإدمان. بمعنى آخر، يمكن لأي شخص أن يصبح مصاباً باضطراب تعاطي المخدرات في ظل ظروف معينة، وتعمل الابحاث لإنشاء صورة شاملة لبيولوجيا الأعصاب لقابلية الإصابة بالإدمان بما في ذلك جميع العوامل المؤثرة في الميل للإدمان.

## نموذج ثلاثي العوامل
تظهر الأبحاث المتفق عليها أن بعض الأشخاص يكونون عرضة للإدمان، وقد أنشأوا معياراً من ثلاثة عوامل للتعرض لإدمان المخدرات وهي: العوامل الوراثية والعوامل البيئية والتعرض المتكرر لاستخدام الادوية. التعرض للإدمان يعني أن هناك عاملاً يجعل الفرد أكثر عرضة للإدمان من فرد آخر، بالإضافة إلى ذلك يتفق الكثيرون في المجتمع العلمي على أن الإدمان ليس مجرد نتيجة لمستقبلات عصبية غير حساسة فحسب، بل هو أيضاً مرتبط بالذاكرة أو (الإشارات) طويلة الأمد لإستخدام المواد المخدرة والإدارة الذاتية. التعرض للإدمان له مقومات فسيولوجية وبيولوجية.

### عوامل وراثية
تشير الأبحاث المعاصرة في البيولوجيا العصبية (وهو فرع من العلوم يتعامل مع علم التشريح،  وعلم وظائف الأعضاء، وعلم أمراض الجهاز العصبي) للإدمان إلى ان الجينات تعتبر عاملا رئيسياَ يساهم في التعرض للإدمان، وقد اشارت التقديرات إلى أن 40-60% من الأشخاص الذين قد يكونوا عرضة للإدمان ناتجةً عن الجينات،  وبشكل مطولا تمت دراسة جين واحد _ يعرف باسم الـ d2 او ما يعرف ب الهو بروتين، وهو نوع فرعي من مستقبلات الدوبامين _ مرتبطاً بإدمان المخدرات.يستجيب مستقبل D2 للدوبامين الكيميائي الذي يبث للدماغ مستقبلات الشعور بالرضاء والمتعة، ومن خلال الدراسات التي أجريت على الفئران، أظهرت الابحاث المعاصرة أن فئة الفئران الذين يعانون من نقص في مستقبل الدوبامين لا يظهرون فقط تفضيلًا للكحول وزيادة استهلاكه مقارنة بأقرانهم الطبيعيين وراثيًا ، ولكن أيضًا يتم زيادة المستويات التعويضية من مستقبل الكانابينويد من النوع الأول (CB1).
ويشير هذا إلى أن كلا هذين العاملين الجينيين يعملان معًا في تنظيم الكحول والكوكايين في الدماغ وفي التنظيم الطبيعي للدوبامين، وقد تكون الفئران المصابة بهذا النقص الوراثي في مستقبلات الدوبامين D2 أكثر ميلًا للبحث عن هذه المواد المنتجة للشعور بالرضاء وذلك لأنهم أقل تقبلاً للتأثيرات الطبيعية للدوبامين. هذا النقص الذي يحدث بشكل طبيعي هو أحد أكثر نقاط الضعف الجينية التي تمت دراستها لتعاطي المخدرات على نطاق المجال. تظهر الدراسات الحديثة أن مستقبلات الجابا تلعب دورًا في التعرض للإدمان، وعندما يتم تناول الكحول فإنه يؤثر على حمض غاما -أمينوبيوتيريك عن طريق محاكاة آثاره على الدماغ، مثل الوظائف الحركية الأساسية.
بالإضافة إلى ذلك؛ فإن الجينات تلعب دورًا في السمات الفردية، مما قد يعرض المرء لأخطرٍ متزايدةٍ عند تجربة الادوية، وكذلك استمرارية تعاطيها، والإدمان عليها، قد يحدث انتكاسة، وقد تؤدي بعض هذه سمات الشخصية والفردية ايضاً الى الاندفاع والبحث عما يسمى "الشعور بالرضاء" وكذلك الاستجابة للتوتر، وزيادة التعرض للإدمان.

### العوامل البيئية
بالإضافة إلى ذلك؛ فإن الجينات تلعب دورًا في السمات الفردية، مما قد يعرض المرء لأخطرٍ متزايدةٍ عند تجربة الادوية، وكذلك استمرارية تعاطيها، والإدمان عليها، قد يحدث انتكاسة، وقد تؤدي بعض هذه سمات الشخصية والفردية ايضاً الى الاندفاع والبحث عما يسمى "الشعور بالرضاء" وكذلك الاستجابة للتوتر، وزيادة التعرض للإدمان. يلعب علم الأعصاب دورًا في التعرض للإدمان عندما يقترن بالعوامل البيئية.  تساهم الضغوطات المزمنة في الضعف لأنها يمكن أن تضع الدماغ في حالة خطر.  يمكن أن تؤثر الضغوط الخارجية (مثل المشاكل المالية والأسرية) بعد التعرض المتكرر على فسيولوجيا الدماغ.
لقد ثبت أن الإجهاد أو الصدمة المزمنة لها تأثيرات على التكيف العصبي.  يمكن للدماغ ماديًا أن "يعيد أسلاك" نفسه لاستيعاب الزيادة في الكورتيزول الناتج عن الضغوطات.  أظهرت الدلائل أيضًا أن قدرًا كبيرًا من الإجهاد يعيق عمل الفص الجبهي ويسبب استجابة متزايدة على مستوى الحوفي. هذا يمكن أن يؤدي إلى ضعف التحكم السلوكي والمعرفي. بالإضافة إلى ذلك، عندما يتعرض الدماغ لضغط شديد بسبب الاستخدام المتكرر للمخدرات، فقد تبين أنه قد تغير من الناحية الفسيولوجية. تلعب هذه الحالة العصبية المعرضة للخطر دورًا كبيرًا في إدامة الإدمان وفي جعل التعافي أكثر صعوبة.

### التعاطي المتكرر (للأدوية)
إن التعاطي المتكرر للأدوية هو أحد العوامل الذي يحدد الفرق بين الشخص الذي يتعاطى بشكلٍ طبيعي وبين الشخص المدمن، وتقول العديد من النظريات العصبية والحيوية عن الإدمان أن التعاطي المتكرر أو المستمر للأدوية هو طريقة لتطور الإدمان، على سبيل المثال:
افترض الباحثون أن الإدمان هو نتيجة التغيير من التعاطي بصورة طبيعية إلى جعلها روتين يومي، وفي نهاية المطاف سيدمن عليها باعتقاده بأنه لن يستطيع العيش بدونها.
.
ببعبارة أخرى، يلعب التعاطي المتكرر والمتعمد للأدوية دورا في الإدمان عليها، كما تشير نظرية أخرى إلى أن التعاطي المتكرر يجعل الأفراد حساسين للمنبهات (المتعلقة بالأدوية) التي قد تؤدي إلى دوافع قهرية ورغبة ملحة تجاهها.
وبالإضافة إلى ذلك، تسلط نظرية بيولوجية عصبية ثالثة الضوء على التغييرات التي تحدث في دوائر مكافأة الدماغ (وهو مجموعة من الهياكل العصبية المسؤولة عن المشاعر الإيجابية) وتقول أن تعاطي الأدوية بشكل متكرر يسهم في تطور الإدمان، بحيث يُنظر إلى الإدمان على أنه تطور التغييرات التي تحصل في البداية ويكون فيها الفرد المدمن قادر على الحفاظ على نفسه، وأن يستقر في حالة مُرضية له،  كما أن اللدونة العصبية (وتعني قدرة الدماغ على التكيف، وتشير إلى التغيرات الفيزيولوجية في الدماغ، والتي تحدث نتيجة التفاعلات مع البيئة) المعتمدة على التجربة، هي المسبب الرئيسي للتعاطي المتكرر وتشير إلى تكيف الدماغ نتيجة لزيادة نسبة الأدوية في الجسم،  ولهذا يحصل التعاطي المتكرر في ظل الضعف الفسيولوجي والتعرض السلوكي أو النفسي للإدمان.
وعلى الرغم من أن العديد من المتغيرات تساهم بشكلٍ فردي في زيادة خطر الإصابة باضطراب تعاطي الأدوية، إلا أنه لا توجد قابلية واحدة للاصابة تضمن تطور الإدمان، كما انه جمع الكثير من العوامل ومنها (الوراثة والضغوط البيئية وبدء واستمرار استخدام الادوية) وهذه اهم مسببات تطور هذا الاضطراب.

### مرحلة المراهقة
وكانت أبحاث سابقه قد درست تزايد خطورة الإصابة المبكرة في تعاطي المخدرات. خلال فتره المراهقة هناك العديد من العوامل لها حددت انها متعلقة بزيادة خطر تعاطي المخدرات خلال هذه الفترة من النمو. بما في ذلك الاختلافات الفردية (على سبيل المثال. التأثير السلبي تفادي الضرر وانخفاض الحاجز ودافع الحياة فاقد للشغف لتحقيق الانجازات). البيولوجية على سبيل المثال استعداد وراثي والتطور العصبي والعوامل البيئية (على سبيل المثال ارتفاع مستويات التوتر، تأثيرات مناظره، توفر المخدرات بكميات كبيرة إلخ. وتقدم الدراسات على الفئران الأدلة السلوكية ان فتره المراهقة هي فتره تزيد من التعرض لإدمان المخدرات والوقوع في تعاطي المخدرات وتأثر على سلوكهم في البحث عنه.
قد يوثر تعاطي الأدوية على مستقبل الدوبامين الموجود في مركز الدماغ في المخ. يتعرض لا عاده تنظيم تتضمن تغيرات وظيفية خلال فتره المراهقة في دراسات فأر. ظهرت ان ميل المراهقون للحصول على القدرة على تناول الأدوية أكثر من البالغين وذلك بسبب الحد الأدنى من الاضطراب في حياتهم والوظائف الحركية الحد الادنى من الحساسية إلى التخدير  ونتيجة لذلك المراهقين أكثر عرضه للإصابة للاضطرابات بسبب تعاطي المخدرات. العوامل الاجتماعية والسلوكية وعوامل النمو قد يشجع المراهقين على سلوك البحث عن الأدوية ونتيجة لذلك الوقوع في الادمان.

### العوامل اللاجينية

#### انتقال الوراثة اللاجينية عبر الأجيال
تعد الجينات اللاجينية ومنتجاتها (مثل البروتينات) هي المكونات الرئيسية التي يمكن من خلالها أن تتم التأثيرات البيئية على جينات الفرد. كما أنها بمثابة لآلية المسؤولة عن انتقال الوراثة اللاجينية عبر الأجيال ، وهي الظاهرة التي من خلالها يمكن أن تؤثر التأثيرات البيئية على جينات أحد الوالدين على السمات المرتبطة والأنماط السلوكية لنسلهم (على سبيل المثال ، الاستجابات السلوكية للمحفزات البيئية). وفي الإدمان، تلعب الآليات الجينية دوراً مركزياً في الفيزيولوجيا المرضية للمرض، وقد لاحظت أن بعض التغيرات الجينية التي تنشأ من خلال التعرض المزمن لمحفزات الإدمان أثناء الإدمان يمكن ان تنقل عبر الأجيال، مما يؤثر بدوره على سلوك أحد الأطفال (على سبيل المثال، استجابات الطفل السلوكية للعقاقير التي تسبب الإدمان والمكافآت الطبيعية).  
تتشمل الفئات العامة للتغييرات اللاجينية التي تدخل في الوراثة اللاجينية عبر الأجيال مثيلة الحمض النووي، وتعديلات هيستون " بروتينات تساعد على تركيب DNA"، وتقليل أو زيادة تنظيم الرنا الميكروي"ميكرو حمض نووي". فيما يتعلق بالإدمان، هناك حاجة إلى مزيد من البحث لتحديد التغييرات الوراثية اللاجينية المحددة التي تنشأ من أشكال مختلفة من الإدمان لدى البشر والأنماط السلوكية المقابلة من هذه التعديلات اللاجينية التي تحدث في نسل الإنسان. استنادًا الى ادله من قبل التجارب السريرية من الابحاث على الحيوانات اظهرت ان الادمان المؤكد الناجم عن التغييرات الوراثية والجينية. في الدراسات على الفئران الذي ينتقل عبر الاجيال من الاباء الى الابناء وتنتج الانماط الظاهرية السلوكية التي تقلل خطر اصابه النسل والابناء للإصابة بالإدمان  وبشكل عام فأن السلوك الوراثي للانماط الظاهرية المشتقة من الادمان الناجم عن التغيرات الوراثية وتنتقل من الاباء الى الابناء. قد تساعد على الزيادة او الانخفاض على خطر اصابه الابناء لخطر الادمان والوقوع فيه 